# علم روسيا
يتكون علم روسيا الاتحادية من ثلاثة خطوط أفقية متساوية: العلوي أبيض والوسط أزرق والأسفل أحمر، نسبة عرض العلم إلى طوله يتكون من مستطيل بنسبة 3/2.

## أصل العلم
يُعتبر علم روسيا مصدر إلهام لألوان الوحدة السلافية منذ عام 1848، ويستمد العلم الروسي أصوله من العلم الهولندي لعام 1696، والذي جاء من العلم الأميري الذي صممه القائد الثوري الهولندي ويليام الصامت في القرن السادس عشر عقب إعلان انفصال هولندا عن إسبانيا عام 1581 (حيث حُظرت "الكاثوليكية الرومانية" في أعقاب الإصلاح البروتستانتي الذي حل بهولندا).

## ألوان الوحدة السلافية
في عام 1848، قرر مندوبو عرقيات السلوفاك والسلوفين والكروات - المشاركون في مؤتمر براغ السلافي المنعقد بالإمبراطورية النمساوية في ذلك العام - أنهم سيستخدمون العلم الروسي المشتق بدوره من العلم الهولندي كأساس رسمي للأعلام الجديدة لكل من حركاتهم التحررية الثلاثة المتمثلة بكل من السلوفاكية والسلوفينية والكرواتية. باستخدام مزيج من الألوان الثلاثة الروسية (الأبيض والأزرق والأحمر)، أُنشئت الأعلام الجديدة لعدد من الدول والشعوب السلافية مثل سلوفاكيا (منذ عام 1848؛ وفي وقت لاحق، في 1938-1945 ومنذ عام 1990) وسلوفينيا (منذ عام 1848) وكرواتيا (مع تغيير ترتيب الألوان الثلاثة من الروسي إلى الهولندي منذ عام 1848) وصربيا (مع عكس اللونين الأبيض والأحمر مكان بعضهما البعض منذ عام 1835) والجبل الأسود (منذ عام 1860 وحتى عام 2004) ويوغوسلافيا (مع عكس اللونين الأبيض والأزرق مكان بعضهما البعض منذ عام 1848، بين أعوام 1918-1941 و1992-2003، وهو الآن علم صربيا والجبل الأسود 2003-2006) وبلغاريا (مع استبدال الشريط الأزرق على العلم الروسي بالشريط الأخضر منذ عقد 1870) وترانسنيستريا (منذ عام 2017) والصوربيين (منذ عام 1842) والروسينيين (منذ عام 2007).
في بعض الحالات، لا يكون تزامن ألوان العلم مع الألوان السلافية مقصودًا ولا يرتبط بأي حال من الأحوال بعلم روسيا (مثل علم تشيكوسلوفاكيا، وهو الآن علم التشيك المستوحى من علم بوهيميا مع إضافة المثلث الأزرق لتمييزه عن علم بولندا).

### أعلام مشتقة من العلم الروسي

علم صربيا
علم سلوفاكيا
علم سلوفينيا
علم ترانسنيستريا
علم كرواتيا
علم بلغاريا
علم القومية السلافية (لاحقًا علم يوغوسلافيا مابين عامي 1918–1941 وعلم صربيا والجبل الأسود مابين عامي 1992–2006)
علم الصوربيين
علم الروسينيين

## مشتقات من العلم الروسي

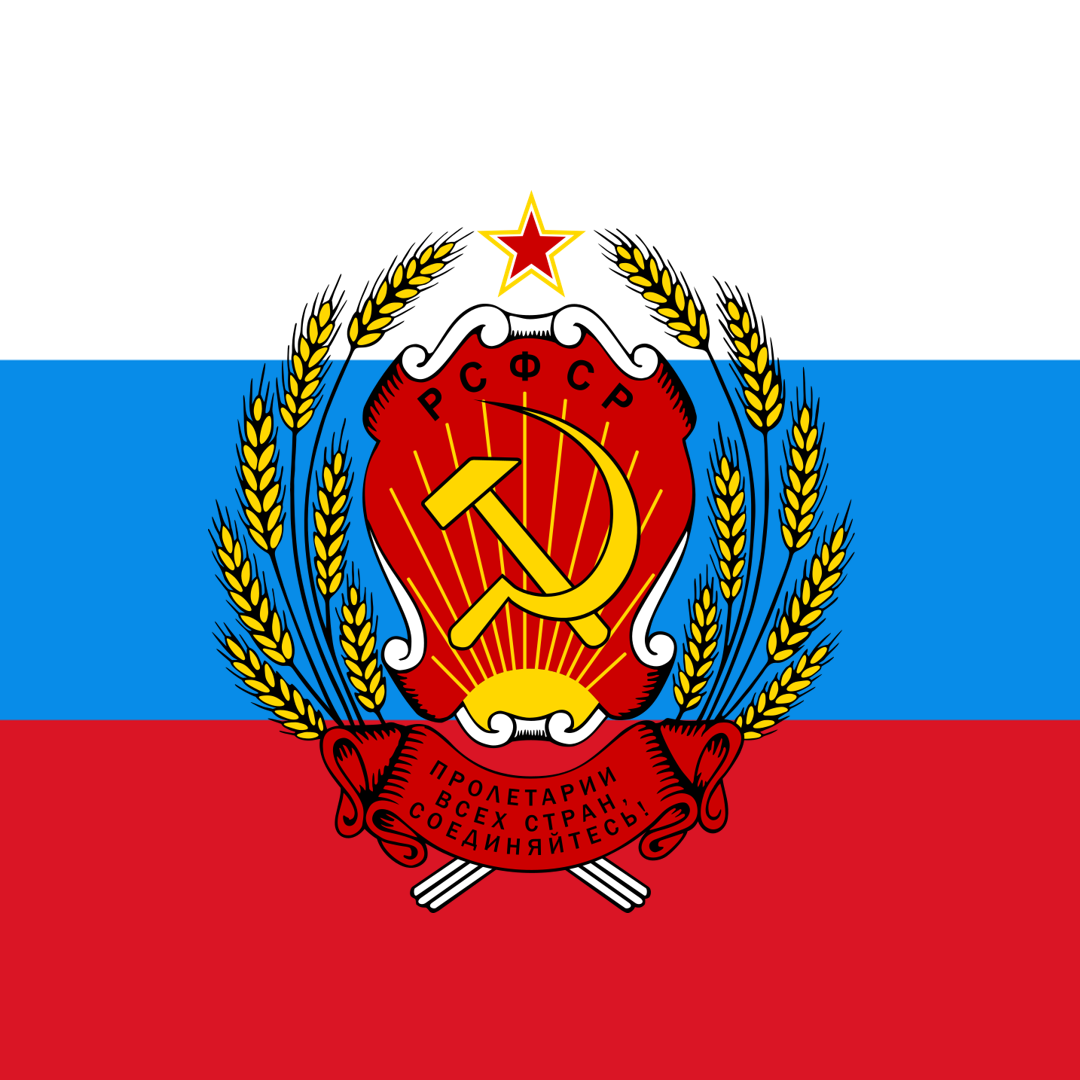
علم رئيس روسيا بين عامي 1991-1992
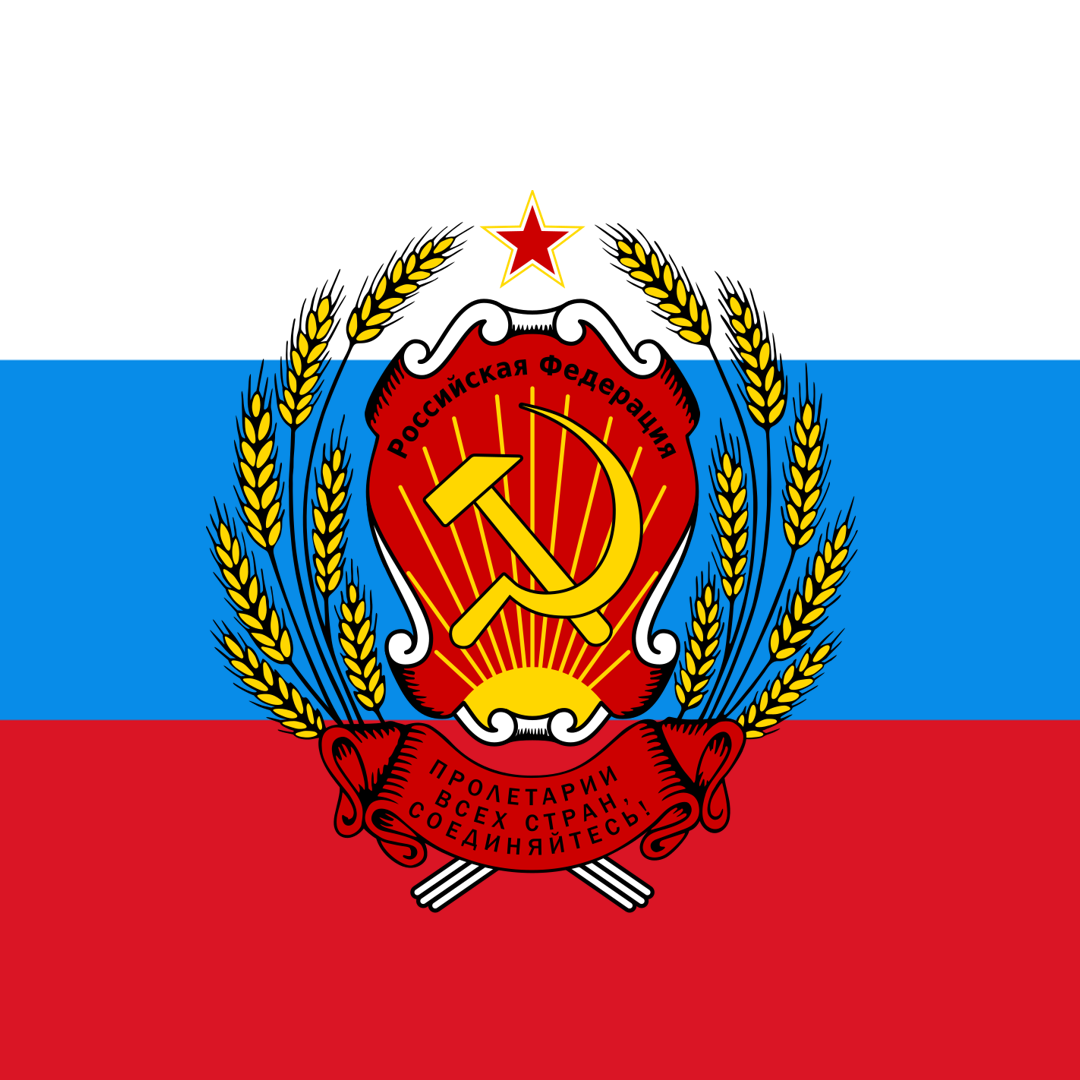
علم رئيس روسيا بين عامي 1992-1993
العلم الحالي لرئيس روسيا
معيار رئيس روسيا
علم رئيس روسيا بصفته قائد القوات المسلحة الروسية الأعلى

## أعلام تاريخية

علم الفرقاطة أوريول ما بين عامي 1668-1693
علم روسيا القيصرية ما بين عامي 1693-1700
علم روسيا القيصرية ما بين عامي 1705-1721
علم الإمبراطورية الروسية ما بين أعوام 1721-1858 و1883-1917
علم الإمبراطورية الروسية ما بين عامي 1858-1883
علم جمهورية روسيا السوفيتية الاتحادية الاشتراكية ما بين عامي 1918-1937
علم جمهورية روسيا السوفيتية الاتحادية الاشتراكية ما بين عامي 1937-1954
علم جمهورية روسيا السوفيتية الاتحادية الاشتراكية ما بين عامي 1954-1991
علم روسيا ما بين عامي 1991-1993

## أعلام مشابهة

علم الجبل الأسود الثلاثي الألوان
علم صربيا
علم فويفودينا
علم جمهورية صرب البوسنة
علم سلوفاكيا
علم سلوفينيا

## وصلات خارجية
- علم روسيا اليوم ترمز ألوانه إلى شعار دوق موسكو العظيم والذي رُسِم عليه القديس جورج وهو يرتدي زياً مدرعاً فضي اللون أو أبيض ويعتلى جواداً أبيض ويرتدي قبعة زرقاء ويمسك درعاً أزرق ويقف على حقل أحمر.